# 大淵站
大淵站（：／ Daeyeon yeok */?）是釜山地鐵2號線沿線的一座地下車站，位於大韓民國釜山廣域市南區大淵洞，韓語副站名為「釜山高麗醫院」（부산고려병원）。

## 車站結構
站體為2面2線側式月台的地下車站，候車月台設有月台幕門，可通過候車室轉乘對向列車。

### 月台配置
| 慶星大學·釜慶大學 ↑ |
| \| 上               |
| ↓ 池谷              |

| 月台 | 路線               | 目的地                              |
| ---- | ------------------ | ----------------------------------- |
| 上行 | ●釜山都市铁道2号线 | 慶星大學·釜慶大學、海雲臺、萇山方向 |
| 下行 | ●釜山都市铁道2号线 | 池谷、西面、沙上、梁山方向          |

## 歷史
- 2001年8月8日：落成啟用。

## 車站周邊
- 大淵派出所
- 南區圖書館
- 釜山銀行
- 山城教會
- 聯合國紀念公園（朝鲜语：유엔기념공원）
- 釜山博物館
- 釜山文化會館
- 池谷市場

## 相鄰車站
釜山交通公社
●釜山都市铁道2号线
慶星大學·釜慶大學（212）－大淵（213）－池谷（214）